# ابن آوى الذهبي
ابن آوى الذهبي أو ابن آوى الآسيوي أو ابن آوى الشرقي أو ابن آوى الشائع (الاسم العلمي: Canis aureus)، أو كما يسمونه في هنغاريا الذئب النمساوي المجري أو ذئب القصب، حيوان ثديي من رتبة اللواحم وفصيلة الكلبيّات والذي يقطن إفريقيا الشمالية والشرقية بالإضافة لجنوب شرق أوروبا وآسيا الجنوبية حتى بورما. يعتبر ابن آوى الذهبي أكبر أنواع بنات آوى والوحيد الذي ينتشر خارج إفريقيا، وقد تمّ تعريف 12 سلالة منه. ويعرف ابن آوى الذهبي في العراق و بلاد الشام أيضا باسم الواوي.
أظهرت الأبحاث في مجال علم الوراثة مؤخرا، أن ابن آوى الذهبي لا يرتبط بشكل وثيق بأنواع بنات آوى الأخرى (ابن آوى الأسود الظهر وابن آوى مخطط الجانبين) على الرغم من أنه يُصنف معهم، وإنما يرتبط بمجموعة «الذئاب» من عائلة الكلبيّات التي تضم بالإضافة لهذا النوع الذئب الرمادي (جميع السلالات بما فيها الكلب المستأنس) والقيوط. وتتوافق هذه الأدلّة الجينيّة الجديدة مع شكل جمجمة هذا النوع التي تحمل بضعة علامات تجعلها شبيهة بجماجم الذئاب والقيوط أكثر من باقي أنواع بنات آوى.
يظهر ابن آوى الذهبي في العديد من الميثولوجيات للحضارات المختلفة في العالم القديم، وخصوصا تلك المتعلقة بالموت، ولا يزال يُربط ابن آوى - جميع الأنواع منه - حتى اليوم بالموت من قبل الكثير من الناس؛ إلا أن هذا النوع بالتحديد كان له حصة الأسد من هذا الاعتقاد الإنساني، ولعلّ تفسير ذلك هو أنه هذه الحيوانات هي الوحيدة من بنات آوى الموجودة خارج إفريقيا وبالتالي فهي الوحيدة التي احتكت بمعظم الحضارات القديمة.
يُعتقد أن السبب الذي جعل البشر يربطون بين هذه الحيوانات والموت في بادئ الأمر كان عادتها في التسكع قرب المقابر (التي كانت غالبا على أطراف القرى والمدن) واقتياتها على الجيفة، بالإضافة لافتراسها المواشي والدواجن المريضة التي كان يهجرها أصحابها أو يطلقوها في البرية، مما جعل هذه الحيوانات تبدو وكأنها جالبة للموت.

## الوصف

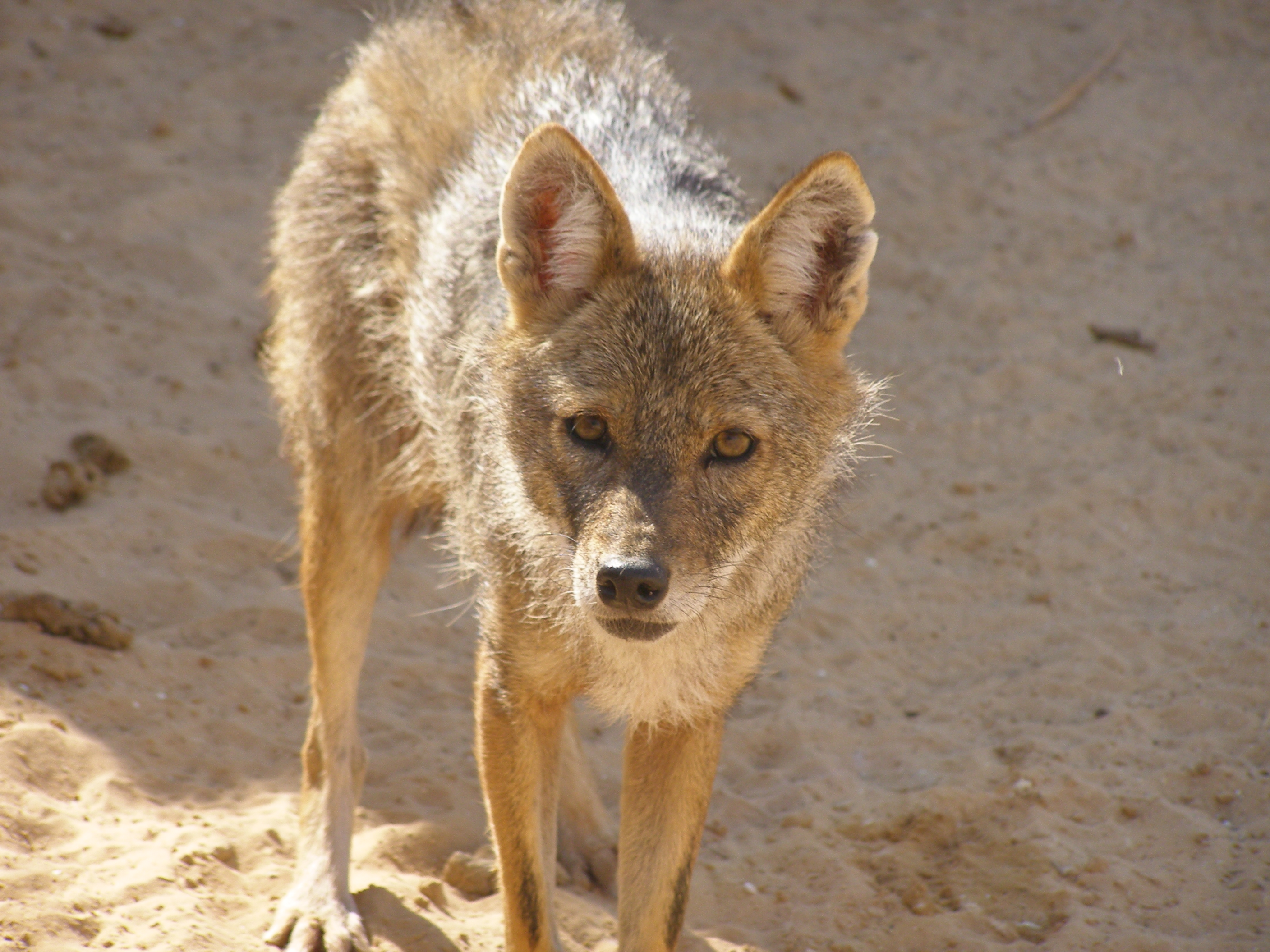
ابن آوى ذهبي ذو نمط باهت من فلسطين

لابن آوى الذهبي فراء قصير خشن يتراوح لونه من الأصفر إلى الذهبي الباهت الضارب إلى البني على أطرافه في العادة، إلا أن اللون يختلف باختلاف الفصول والمنطقة التي يقطنها الحيوان، ففي سهول السيرنغتي في شمال تنزانيا مثلا تكون بنات آوى الذهبية صفراء ضاربة إلى البني في موسم الأمطار (ديسمبر - يناير) ومن ثم تصبح ذهبية باهتة خلال موسم الجفاف (سبتمبر - أكتوبر)، أما بنات آوى القاطنة لمناطق جبلية فيكون لونها ضارب إلى الرمادي بشكل أكبر من تلك القاطنة للسهول.
يبلغ طول ابن آوى الذهبي في العادة ما بين 70 و 105 سنتيمترات (28 - 42 إنش) ويصل طول ذيله إلى حوالي 25 سنتيمترا (10 إنشات)، ويبلغ ارتفاعه عند الكتفين ما بين 38 و 50 سنتيمترا (16 - 20 إنش) أما وزنه فيصل إلى ما بين 7 - 15 كيلوغراما (15 - 33 رطلا) حيث تكون الذكور أثقل بنسبة 15% من الإناث. يتشابه شكل جمجمة هذه الحيوانات مع شكل جمجمة القيوط والذئب الرمادي أكثر مما يتشابه مع جماجم الفصائل الأخرى لابن آوى، وتمتلك بنات آوى الذهبية غدد تفرز الروائح لتعلّم بها منطقتها كما باقي الكلبيّات، وتقع هذه الغدد على الوجه والشرج وقرب الأعضاء التناسلية.
تختلف أشكال بنات آوى الذهبية وتتنوع عبر موطنها، فتلك التي تقطن شمال إفريقيا مثلا تكون أضخم حجما وتمتلك قواطع أكبر من تلك التي تقطن الشرق الأوسط، وبنات آوى الذهبية في المغرب تكون أبهت لونا وذات خطوم أضيق وأدقّ من بنات آوى في مصر.

## عادات التناسل

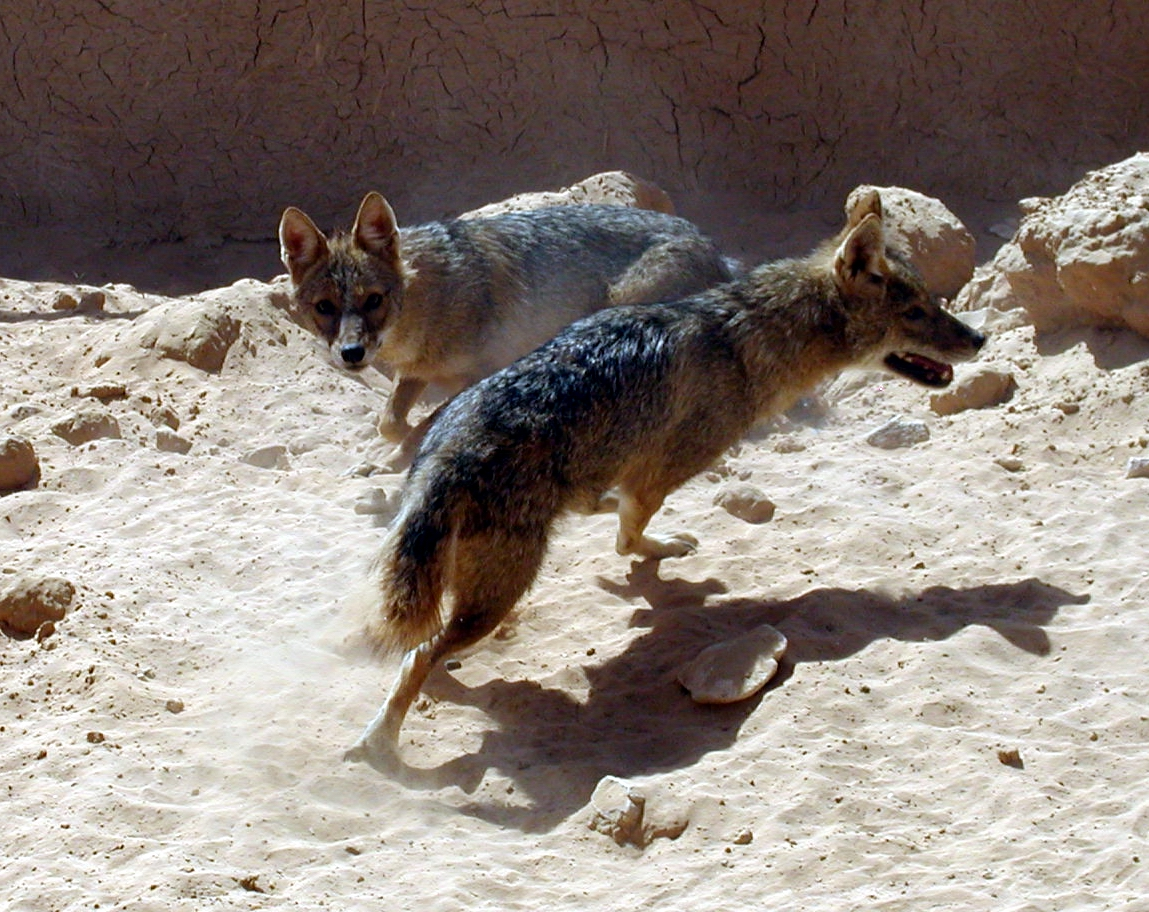
زوج من بنات آوى الذهبية في محمية إسرائيلية(فلسطين المحتلة)

بنات آوى حيوانات أحادية التزاوج، أي أنها تكتفي بزوج واحد طيلة حياتها، وفي معظم عائلات بنات آوى يكون هناك فرد أو فردين بالغين غير الأبوين يسميان «بالمساعدين»، والمساعدين هما أبناء من بطن سابق وصلو إلى مرحلة النضج الجنسي إلا أنهما بقيا بجانب أهلهم ليساعدا على تربية البطن التالي، ولم يتناسلا مطلقا.
يختلف موعد الإنجاب عند هذه الحيوانات باختلاف موطنها، ففي إفريقيا الشرقية تحصل أغلب الولادات في شهريّ يناير وفبراير، وفي جنوب غرب أوروبا خلال شهري أبريل ومايو، أما في آسيا الاستوائية فلا موعد محدد لها. وفي السرينغتي تتودد بنات آوى الذهبية إلى بعضها عند نهاية موسم الجفاف وتلد جرائها خلال موسم الأمطار، وتحصل الولادة في جحر في حوز الأبوين بعد فترة حمل تدوم 63 يوما، ويحوي البطن في العادة بين جروين و 4 جراء. تزن الجراء عند الولادة قرابة 200 أو 240 غراما وتفتح أعينها بعد مرور عشرة أيام، وترضع الصغار حليب أمها خلال الأشهر الثلاثة الأولى من حياتها ومن ثم يطعمها الأبوان اللحم المتقيأ عندما تفطم أي بعد مرور ما بين 50 و 90 يوما. تبلغ الجراء النضوج الجنسي عندما تصل لعمر 11 شهرا.

## علاقة النوع بالبيئة

### الحمية والصيد

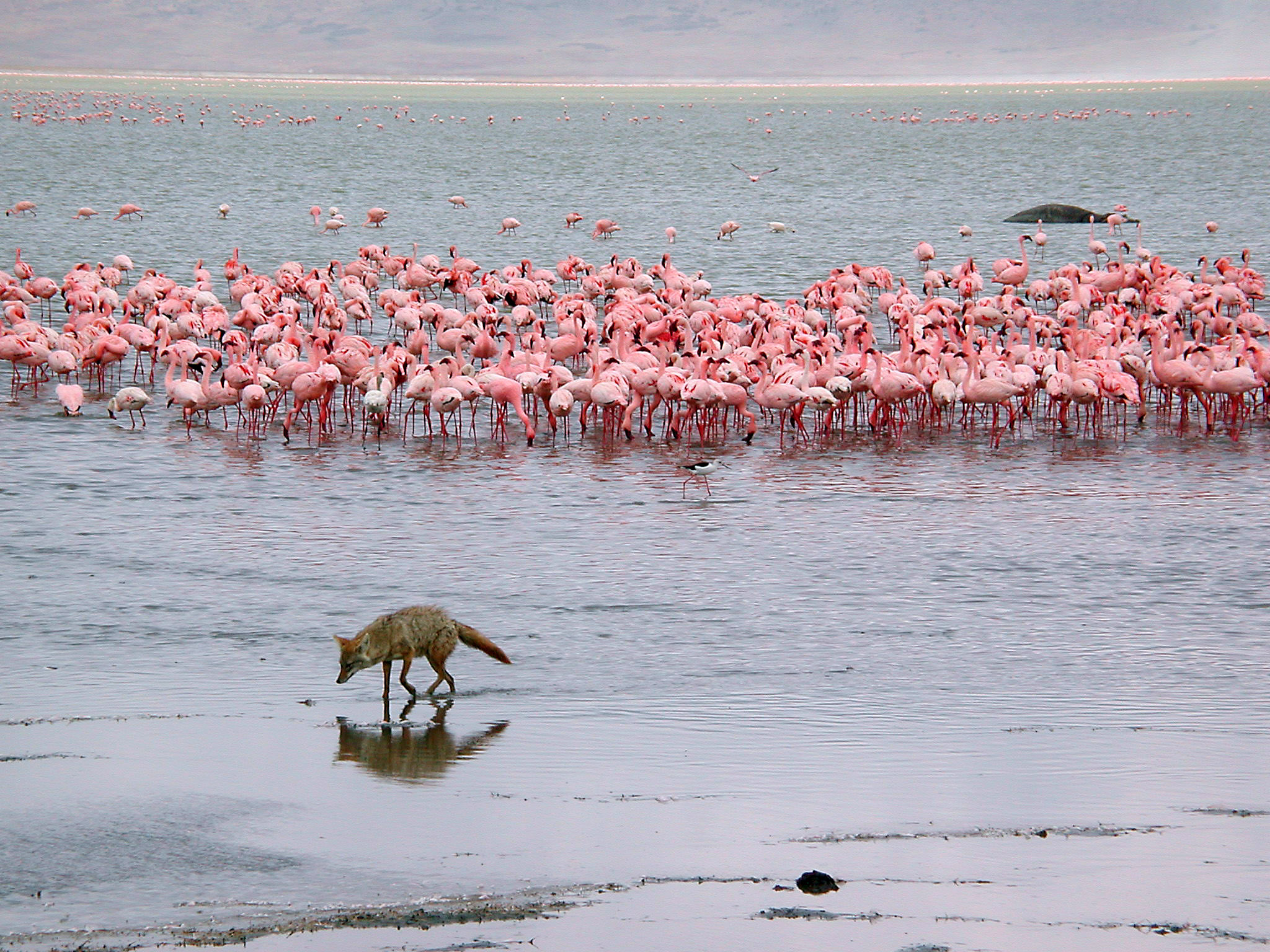
ابن آوى ذهبي يحاول صيد طائر نحام في بحيرة في فوهة نغورنغورو بتنزانيا

ابن آوى الذهبي حيوان انتهازي يأكل كل شيء تقريبا، وقد أظهرت الدراسات أن 54% من حميته مصدرها حيواني بينما 46% منها مصدره نباتي، وتعتبر هذه الحيوانات صيّادة قادرة على قتل الطرائد الصغيرة والمتوسطة الحجم من شاكلة الأرانب البرية، القوارض، الطيور، الحشرات، الأسماك، والسعادين. تستخدم بنات آوى سمعها الحاد لتكتشف موقع الفرائس الصغيرة المختبئة بين النباتات قبل أن تثب عليها وتمنعها من الهرب، وقد تمت مشاهدة هذه الحيوانات وهي تصطاد حافريات تفوقها وزنا بأربعة أو خمسة أضعاف، إلا أنها إجمالا ما تصطاد تلك التي تقاربها وزنا وحجما. تعتبر بنات آوى الذهبية مفترسة رئيسية لأخشاف الغزلان في السرينغتي كما في الدول العربية، أما في الهند فتقتات على أخشاف الظباء السوداء إجمالا، ومن عادة بنات آوى أن تصطاد بمفردها إلا انها قد تتجمع في مجموعات للصيد في بعض الأحيان حيث تتألف كل مجموعة من فردين إلى 5 أفراد، وهذا الأمر يساعد على ارتفاع نسبة نجاحها في قتل طريدة. وخلال موسم الحصاد في الهند وبلاد الشام، تقتات بنات آوى الذهبية غالبا على الفاكهة.
تقتات بنات آوى على الجيفة بحال توافرت، وغالبا ما تسرق طرائد غيرها من الضواري مثل الأسود والببور حيث تنتظر إلى أن ينتهي الحيوان الأكبر من طعامه حتى تتقدم لتقتات، وتمت مشاهدة مجموعات من 5 إلى 18 ابن آوى وهي تتردد على جيف لحافريات ضخمة، ويعرف عن بنات آوى الذهبية بأنها تقتات حصريا على القمامة والجيفة في بعض أقسام الهند وبنغلاديش.

### العلاقة مع الضواري الأخرى

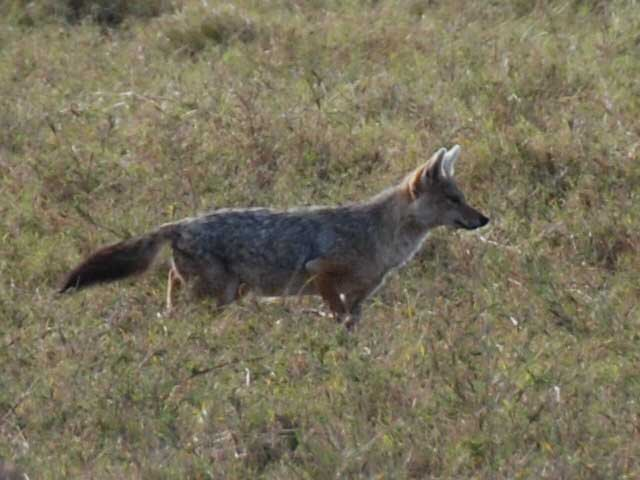
ابن آوى ذهبي ذو نمط داكن في وضعيّة تسلل نحو طريدته

يعتبر الثعلب الأحمر مفترسا مألوفا أخر إلى جانب ابن آوى الذهبي في فلسطين ولبنان وسوريا، ويدخل هذين النوعين في نزاع مع بعضهما البعض غالبا (على الرغم من أن ابن آوى يبلغ ثلاثة أضعاف حجم الثعلب) بسبب حميتهما المتطابقتين. وغالبا ما تتجاهل الثعالب روائح ابن آوى وعلامات قوائمه في منطقتها إلا أنها تبقى تتفادى الاحتكاك الجسدي المباشر معه قدر الإمكان، وقد أظهرت الدراسات أن المناطق التي تكاثرت فيها أعداد بنات آوى الذهبية تناقصت فيها أعداد الثعالب الحمراء بصورة ملحوظة بسبب المنافسة الشديدة التي تؤدي ببنات آوى إلى قتل كل منافس تقدر عليه. ويعرف عن بنات آوى الذهبية أنها تقوم باحتلال جحور الثعالب البنغالية في الهند.
و بالمقابل يظهر بأن بنات آوى الذهبية قد تراجعت أو حتى اختفت من المناطق التي تقطنها الذئاب الرمادية، ويعرف عن الذئاب بأنها لا تتحمل وجود بنات آوى في منطقتها وغالبا ما تقوم بالعدو إلى المناطق التي يصدر منها عواء تلك الأخيرة لتطردها على الأرجح كي لا يتبقى لها منافسين في حوزها، إلا أنه في بعض الأحيان قد تقوم بنات آوى بتقميم فرائس الذئاب دون أن يستفزّها وجودها.
وقد وجدت عظام بنات آوى ذهبية في براز الضباع المرقطة في بعض الأحيان، على الرغم من أنه يعرف بأن الضباع تكره طعم لحم ابن آوى، إلا أنه يظهر بأنها تقتات عليه بحال كانت يائسة للحصول على الطعام أي تتضور جوعا كما تقوم الببور البنغالية أحيانا بصيد بنات آوى الذهبية في الهند

## العلاقة مع البشر

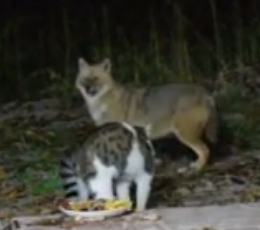
معركة القطة وابن آوى على الطعام

قامت الحكومة الإسرائلية عام 1954 بتشريع قانون حماية الحيوانات البرية الذي منح الحماية لسبعة عشر نوعا من اللواحم القاطنة لفلسطين بما فيها ابن آوى الذهبي الذي اعتبر قبل ذلك حيوانا طفيليا يجب القضاء عليه، حيث كان قد أطلق برنامج لإبادته قبل ذلك عن طريق التسميم إلا أن ذلك أدى إلى تسميم العديد من اللواحم الأخرى أيضا مما فرض تشريع هذا القانون لحماية هذه الحيوانات. وفي عام 1979 هاجمت بنات آوى طفلين في إسرائيل وقتلتهما، ومن البلاد العربية التي تحمي ابن آوى الإمارات، حيث يربّى في مركز الشارقة لإكثار الحياة البرية.

### افتراس الماشية المستأنسة
تمّ تسجيل 1053 حالة هجوم على المواشي الصغيرة، الخرفان والحملان إجمالا، في بلغاريا ما بين أعوام 1982 - 1987، بالإضافة لبعض الأضرار التي لحقت بمزارع الطرائد بسبب افتراس صغار الأيائل المخصصة للصيد. وفي الجولان يموت من العجول ما نسبته قرابة 1.5% - 1.9% بسبب الافتراس، والذي تسببه بمعظمه بنات آوى الذهبية، ويعتقد أن ارتفاع نسبة الافتراس في كلا الحالتين يعود إلى الانفجار في حجم جمهرة بنات آوى والعائد إلى توافر الطعام بصورة دائمة من مكبّات النفايات العشوائية، كما أن الوسائل الوقائية لم تتخذ في كلا الحالتين للحؤول دون تعرّض الماشية للخطر. غير أنه وعلى الرغم من ذلك فإن الأضرار التي تحدثها بنات آوى في بلغاريا تعتبر ضئيلة مقارنة بتلك التي تحدثها الذئاب للحيوانات الأليفة.
و تقع معظم الاعتداءات على العجول في الجولان خلال يومين من الولادة، وغالبا ما تهاجم العجول الذكور أكثر من الإناث وذلك عائد إلى أنها أثقل وزنا وولادتها تكون أصعب بالنسبة للأم فتكون بالتالي بمثابة لقمة سائغة لبنات آوى التي قد تهاجم الأم أيضا عندما تكون بحالة ولادة مما قد ينجم عنه جروح بالغة للمنطقة المهبليّة.

### التهجين مع الكلاب
تمّ تهجين بنات آوى الذهبية مع كلاب الهسكي السيبيرية في روسيا لتنتج هجينا يعرف باسم «كلاب سوليموف»، ويعتبر هذا الهجين من الكلاب المقتفية حيث يتميز بحاسة شم قوية. وكان الدافع وراء إنشاء هذه السلالة من الكلاب المستأنسة الحصول على نوع يتميز بحدة حاسة الشم الخاصة بابن آوى والوفاء والإخلاص الخاص بالهسكي، ولمّا كان ابن آوى قليل الثقة بالبشر ويكره المناخ الشديد البرودة مثل مناخ سيبيريا، كان من الصعب تدجينه وكان بالتالي من الضروري تهجينه مع كلاب الهسكي. تتميز كلاب سوليموف أيضا بالإضافة لحاسة شمها القوية جدا بحجمها الصغير الذي يمنحها القدرة على العمل في الأماكن الضيقة، ويقول الباحث الذي أنشأ هذه السلالة، كليم سوليموف، والذي يعمل في مؤسسة البحوث العلمية لحماية الإرث الحضاري والبيئة في روسيا، بأن هذه الكلاب تجمع مميزات كلاب الرنة الراعية والتي تستطيع أن تعمل في حرارة تصل إلى - 70° على مقياس سيلزيوس (- 95° فهرنهايت)، ومميزات بنات آوى الذهبية التي تتحمل حرارة تصل إلى + 40° سيلزيوس (+ 105° فهرنهايت). بدأ العمل في برنامج هجين ابن آوى عام 1975، ويوجد حاليا 25 حيوانا تعمل في أقسام الشرطة، إلا أنه لم يتم تسجيل هذه السلالة كسلالة كلاب عاملة بصورة رسمية بعد.

## تمثيل النوع في الحضارة الإنسانية

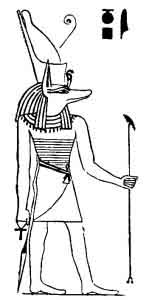
إله الموت عند المصريين القدماء "أنوبيس"، الإله ذو رأس ابن آوى

كان المصريون القدماء يصورون إله الموت «أنوبيس» على أنه رجل برأس ابن آوى أو على أنه ابن آوى يرتدي أوشحة ويمسك مفتاح الحياة الذي كان يعتبر رمزا للحماية بيده، وكان أنوبيس يظهر دائما بشكل كلب أو ابن آوى أسود على الرغم من أن اللون الصحيح لهذه الحيوانات هو الأسمر أو البني الباهت، أما السبب العائد إلى تصويره بهذا اللون هو أن المصريين كانوا يعتبرون الأسود لون البعث والموت والليل، كما أنه اللون الذي يصبح عليه الجسد بعد التحنيط. يعتقد بأن السبب وراء تمثيل أنوبيس بشكل حيوان كلبيّ هو ما لاحظه المصريين من عادات تلك المخلوقات، أي بنات آوى والكلاب الوحشية التي كانت تصطاد على أطراف الصحراء وبشكل خاص قرب المقابر، ولعل بنات آوى كانت تقوم بحفر القبور الحديثة لتقتات على الموتى كما يزعم أنها تفعل اليوم في مقابر بعض القرى، وهذا ما أدى إلى ربط ابن آوى بالموت وولّد هذه الصورة لدى العامّة. يعتقد بأن المصريين القدماء أخذوا يبنون قبورا مرتفعة في بادئ الأمر لمنع بنات آوى من تدنيس جثث أمواتهم.
ومن مظاهر تمثيل ابن آوى الذهبي في الحضارة الإنسانية أيضا الإله الإغريقي «هيرميز» والوحش الأسطوري المسمّى بشيطان الحفرة (بالإنكليزية: Cerberus أو Kerberos = كربروس، وباليونانية: Κέρβερος = كربروس = شيطان الحفرة) الذان يعتقد بأنهما صورا بالنظر إلى شكل ابن آوى وعاداته.

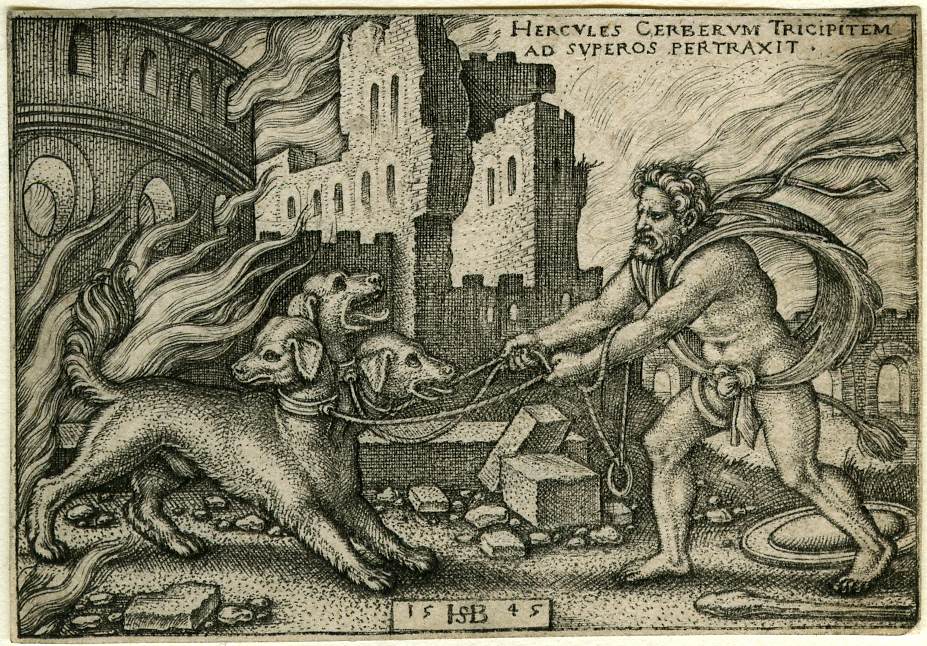
هرقل يمسك بشيطان الحفرة، رسم لسيبالد بيهام (1540)

و تؤمن بعض القبائل في الهند بنموّ طرف في الرأس شبيه بالقرن وتمتلكه جميع بنات آوى، وأن امتلاك هذا القرن يعد علامة للحظ الجيد.
وقد ورد ذكر لابن آوى عدة مرات في الكتاب المقدس حيث يوصف بأنه مخلوق شرير، خصوصًا في المزمور 63 : 9 - 11 عندما قيل بأن الكافرين سيصبحون طعاما لبنات آوى. ويقول الكاتب دافيد و. ماكدونالد بأن كاتب سفر القضاة كان على الأرجح يوصف بنات آوى الذهبية المألوفة في فلسطين بدلا من الثعالب النادرة والهيّابة، عندما ذكر كيف قام شمشون بربط بعض المشاعل على ذيول 300 ثعلب ودفعهم باتجاه حقول البليستوسيين ليحرقوها.

## السلالات
هناك 12 سلالة من نوع ابن آوى الذهبي:
| السلالة                                 | مصنفها وتاريخ تصنيفها        | الوصف | الموطن                                                |
| --------------------------------------- | ---------------------------- | --- | ----------------------------------------------------- |
| الجزائرية، Canis a. algirensis          | واغنر، 1841                  | تمتلك أذنين طويلتين شبيهة بأذان الثعلب ووجه ذئبي الشكل، كما تمتلك فراء ذهبيا ضارب إلى شيء من الحمرة، بالإضافة للطخة بيضاء على العنق                                                    | الجزائر، المغرب وتونس                                 |
| السنغالية، Canis a. anthus              | ف. كوفيه، 1820               | تعرف هذه السلالة باسم ابن آوى الأسود الصغير، تتميز بلونها الداكن أكثر من باقي السلالات                                                                                                 | السنغال                                               |
| الذهبية، Canis a. aureus                | لينّيوس، 1758                 | سلالة عامّة | تعيش في وسط الموطن الكلّي للنوع                        |
| السرينغيتيّة، Canis a. bea               | هيلّر، 1914                   | تعيش هذه السلالة في منتزه السرينغتي القومي | كينيا وشمال تنزانيا                                   |
| الجنوب شرق آسيوية، Canis a. cruesemanni | متسكهي، 1900                 | | تايلاند، ماينمار إلى شرق الهند                        |
| الهندية، Canis a. indicus               | هودغسون، 1833                | | الهند، النيبال                                        |
| الذئبية، Canis a. lupaster              | هيمبريخ وإهرنبورغ، 1833      | تعرف هذه السلالة باسم الذئب المصري على الرغم من أنها ليست بسلالة للذئب الرمادي وتسمّى محليّا بالذيب أو الديب، وتمتلك قوائم وأذان طويلة وفراء أغبر ضارب إلى الصفار.                       | مصر                                                   |
| الأوروبية الشرقية، Canis a. moreotica   | أ. جيفري والقديس هيلير، 1835 | أحد أكبر سلالات ابن آوى الذهبي، وهي تعرف بذئب القصب الهنغاري في هنغاريا والنمسا | أوروبة الجنوبية وجنوب أوروبة الوسطى، اليونان بشكل خاص |
| الهندية الجنوبية، Canis aureus naria    | ورووغتون، 1916               | | جنوب الهند                                            |
| الحبشيّة، Canis a. riparius              | هيمبريخ وإهرنبورغ، 1832      | | ساحل الحبشة وإريتريا                                  |
| السودانية، Canis a. soudanicus          | طوماس، 1903                  | | السودان والمغرب                                       |
| السورية، Canis a. syriacus              | هيمبريخ وإهرنبورغ، 1833      | هذه السلالة وثيقة الصلة بالسلالة الذئبية من مصر لكنها أصغر حجما وأكثر غنى بالألوان. تعرف هذه السلالة بالواوي في لبنان وسوريا وفلسطين والأردن، ويسميها البعض في الكويت والعراق "الثعلب" | بلاد الشام، شبه الجزيرة العربية، العراق.              |